# 낮은 단계의 연방제
낮은 단계의 연방제는 조선민주주의인민공화국에서 가장 최근에 주장한 통일안이다. 6·15 남북 공동선언에 처음 등장하는 용어다. 1973년 김일성의 고려연방제가 좀더 느슨한 수준으로 개정된 것이다.
1994년 김일성 사망 후 북한 지도자들은 비공식적인 자리에서 통일의 첫 단계는 "수십년 동안이나 유지될 수 있는" 국가연합이 되어야 함을 인정하기 시작했다. 2000년 6월 15일 제1차 남북정상회담 4개월 후인 10월 6일 고려민주연방공화국 창립방안 제시 20주년 기념식에서 북한 조국평화통일위원회 안경호 서기국장은 연설 보고를 통해서 '낮은 단계의 연방제'는 "북과 남에 존재하는 두 개 정부가 정치ㆍ군사ㆍ외교권 등 현재의 기능과 권한을 그대로 갖게 하고 그 위에 민족통일기구를 내오는 방법"이라고 밝혔다. 여기서 민족통일기구는 어떻게 구성되는가가 핵심이다.

## 6.15 선언
남한과 북한은 2000년 6·15 남북 공동선언 제2조에서 "남과 북은 나라의 통일을 위한 남측의 연합제안과 북측의 낮은 단계의 연방제안이 서로 공통성이 있다고 인정하고 앞으로 이 방향에서 통일을 지향시켜 나가기로 하였다."라고 명시했다.

## 대한민국의 연합제안
대한민국은 1989년 노태우 대통령의 한민족공동체통일방안 이후 2013년에 이르기까지 20여년 간 지속되게 국가연합을 주장해 왔다. 노태우 대통령의 통일안은 그 이후에 거의 변한 적이 없다. 2019년 현재 문재인 정부의 통일방안도 민족공동체통일방안이다.

## 유엔 동시 가입
세계적으로 가장 유명한 국가연합은 유엔이다. 남측이 최초의 국가연합 주장을 1989년에 하고서, 2년 뒤인 1991년에 남북은 유엔에 동시가입하였다. 유엔 총회나 유엔 안보리의 권고를 수용하는 방식으로 동일한 법 규범을 적용하고 있다. 남북이 유엔에서 유엔 총회가 결의하는 동일한 규범을 따르기로 한 지는 20여년 되었다.

## 군사도발
연방국가 또는 단일국가와는 달리, 국가연합에서는 군사도발이 자주 발생할 수 있다. 각각의 국가원수가 존재하며, 군대를 별도로 보유하기 때문이다. 국지적인 사건사고 수준의 소규모 군사적 도발이 매년 지속된다고 하여 국가연합이 아닌 것은 아니다. 미국과 러시아는 유엔에 가입해서도 수십년간 냉전에 핵전쟁 위협을 계속했었다. 즉, 화해가 완전한 상태에 이르러서 국가연합이 되는 것은 아니며, 국가연합을 이룬 후에도 오히려 그 이전 보다 더 험악한 관계가 될 수도 있다. 따라서 교류와 화해의 정도는 양국이 지속적으로 관심을 가지면 수준이 높아지나, 부정적이거나 소극적이면 이전보다 못해질 수도 있다.

## 대사관 설치
남북은 2000년 최초정상회담에서 국가연합에 합의해 놓고도 대사관을 설치하지 않고 있다. 국가연합을 하기 위한 전제로서, 우선 교류를 확대하고, 그 다음이 수도에 대사관을 세워서 공식 상주외교를 하는 것이다. 그 다음에 국가연합이 이뤄지며, 그 이후에서야 연방국가나 단일국가로 군대가 통합된다. 그러나 남북한은 뉴욕에 유엔 대사관을 두고서 유엔에서는 대사급 외교활동을 하고 있으나, 서울과 평양에 대사관 설치는 서로 반대하고 있다. 이는 남북의 민족특수성에 의해서 야기된 문제이기에, 판문점에 남북공동연락사무소 사무처를 한동안 운영하여 양측의 연락을 담당하였다.

## 민족통일기구
낮은 단계의 연방제는 남북이 서로 다른 정부와 제도를 유지하면서 각각 정치, 군사, 외교권을 비롯한 현재의 기능과 권한을 지니되 그 위에 민족통일기구를 설치하여 하나의 연방국가를 이루는 형태다.
김일성은 1980년 10월 노동당대회 연설에서, "북과 남이 서로 상대방의 사상과 제도를 인정하고 용납하는 기초 위에 민족통일정부를 세우고 이를 기초로 북과 남이 같은 권한과 의무를 지니고 지역자치제를 실시하는 연방공화국을 수립한다"며 고려연방제 창립방안을 주장했다.
북한의 낮은 단계의 고려연방제는 남한의 국가연합제와 비슷하다는 것이 두 번의 남북정상회담에서의 결론인데, 국가연합으로 유명한 것이 유엔과 유럽연합이며, 일반에 가장 잘 알려진 것이 유엔 안전보장이사회다. 미국이 냉전 총사령탑으로 NSC를 설립한 이래, 전세계 모든 국가는 NSC를 대통령 직속으로 설치, 운영중이며, 이를 국가연합으로 뭉친 유엔의 NSC가 유엔 안전보장이사회(UN SC)이다.
유엔 안보리의 작동방식을 살펴보면, 15개 이사국의 대통령의 훈령에 각각 복종하는 유엔 대사가 참석, 훈령에 따라 협상과 최종 결의안을 작성, 투표한다. 그리고 상임이사국 5개국은 거부권이 있으며, 최종 결의안이 모두 통과되어도, 각국의 집행여부는 또다시 각국의 대통령의 재량으로 과도하게 결의안을 집행하기도 하고, 소극적으로 집행하여 거의 무시하기도 하며, 다른 회원국들의 이행상황을 살펴가며 보통 수준으로 집행에 참여하기도 한다. 즉, 유엔 안보리의 결의는 모든 유엔 회원국에 강제력이 있지만, 법조문상에만 강제력이 있지, 사실상으로는 대부분 자발적 참여에 따라 집행의 강도가 조정된다.
따라서, 민족통일기구는 서울에 유엔 안보리와 같은 회의 장소와, 유엔 주재 남북한 대사관 같은 건물이 설립, 남북한 외교관이 상주하게 될 것이다. 양국 국가원수의 훈령을 받아 공동체의 안보, 인권 등 중요의제에 대해 협상, 결의를 할 것이며, 남북한에서 그 결의는 법률로 효력을 가질 것이지만, 그 집행강도는 다시 남북한 정부마다 해석이나 이해관계가 다르므로, 상이할 수 있다. 유엔 안보리는 안보와 관련된 것이 주된 의제이지만, 민족통일기구는 경제, 사회, 문화 등 국정 전분야에 대한 회담과 결의가 가능할 것이다.
법률상으로는 강제력 있는 기구이지만, 사실상으로는 권고적 결의만 하는 기구가 될 것이다. 유엔 안보리가 현재 그렇게 작동 중이다.

## 국기 제정
유엔과 유럽연합을 보면, 연합국기가 제정된다. 따라서, 낮은 연방제의 경우, 통일한국의 국기가 제정될 것이다. 다만, 올림픽이나 일반의 군복, 군사훈련에는 각국의 국기가 그대로 사용된다. 특별하게 남북단일 올림픽팀이나 남북이 공동으로 유엔평화유지군을 보낼 때는 통일한국의 국기를 사용할 수도 있겠지만, 대부분은 각국의 국기를 따로 쓰는게 보통일 것이다.

## 고려연방제와의 차이
고려연방제와 낮은 (고려)연방제의 차이는, 고려연방제는 빠른 시일 내에 단일한 헌법을 제정하고 단일한 의회를 구성하자는 것이지만, 낮은 연방제는 단일헌법 제정과 단일의회 구성을 천천히 또는 전혀 시도하지 않고, 일단 "남북한만의 유엔", "남북한만의 유럽연합"을 설립해서 함께 교류 화해하면서 상당기간을 살아보자는 의미에서, 고려연방제와는 차이가 있다.
1973년 고려연방제에서는 대한민국에 주한 미군 철수를 선조건으로 요구했지만, 1990년대 이후 주한 미군 철수 주장에 약간의 전술적 변화를 보였다. 2000년 1차 남북정상회담을 앞두고 비밀방북한 국정원장 임동원의 회고록과 김대중 회고록에 따르면 김정일은 '주한미군 지위·역할의 변경을 전제로 한 미군주둔이 바람직하다'는 생각을 드러냈고 김 대통령은 김정일의 주장에 동의했다. 그 당시 김 대통령은 '김정일이 주한미군 주둔을 이해했다'고 선전했지만 임동원이 밝힌 '김정일의 주한미군 발언' 즉, '주한미군 주둔의 조건, 지위·역할의 변경'에 대해서는 언급하지 않았다
유엔 보다 연합정도가 강화된 유럽연합의 모델을 모방한다면, 통일중앙은행에서 남북한간에 통일된 화폐를 발행할 가능성도 있다.
원래 연방제는 군통수권은 연방대통령이나 연방총리가 단독 보유하는데, 김일성의 고려연방제는 군통수권을 남북이 현행대로 따로 보유하자는 것이어서, 이는 연합제이지 연방제가 아니다. 1973년 북한이 연합제와 연방제의 용어 차이를 혼동했던 것이 아닌가 의심된다. 한국은 내내 연합제를 주장하며 북한의 연방제를 반대했고, 북한은 연방제를 고집하며 한국의 연합제에 반대했는데, 둘 다 군통수권은 남북한이 현행대로 따로 보유하자는 것이어서, 둘 다 연합제를 주장하는 것이었고, 다만 주한미군 철수만이 실질적으로 가장 큰 대립이었다.

## 독일연방공화국의 사례
동서독은 연방제로 통일을 했다. 동독의 주석직이 사라지고, 동독의 주지사 여러명과 서독의 주지사 여러명이 광역지방자치를 하며, 그 위에 서독 총리가 통일독일 총리가 되었다. 양국의 통일조약은 각각 국회비준을 마쳤으며, 동서독을 분리했던 미국, 러시아, 프랑스, 영국이 동서독 통일을 동의하는 조약을 별도로 체결했다. 통일조약 체결 즉시 전국 총선을 실시해 초대 통일독일 총리를 선출했다.
그러나, 낮은 연방제가 아니라 높은 연방제로 통일한 독일의 경우, 통일 전 동서독의 GDP 격차가 10배, 1인당 GDP 격차가 3배였는데, 높은 연방제로 통일되고 20여년이 지난 오늘날에도 동독지역은 여전히 가난하고 낙후되어 있으며, 개선이 잘 안되고 있다고 알려져 있다. 따라서, 높은 연방제도 아니고 낮은 연방제로 통일할 경우, 20년이 지나도 북한지역은 계속해서 매우 가난할 것임을 예측할 수 있다. 2017년 현재 남북한의 GDP 격차는 40배에서 80배 정도로 알려져 있다.

## 비핵화
미국은 동서독 통일 동의 조약에서 통일 독일의 완벽한 비핵화를 요구했다. 그러나, 낮은 연방제의 통일조약에 대해 주변국의 동의조약을 체결할 것인지에 대해서는, 기존의 남북한 정부가 모두 외국의 간섭없는 양국만의 통일을 주장했기 때문에, 주변국의 통일 동의조약이 없을 가능성이 높다.
북한의 비핵화에 대해, 한미의 공식적인 반응은 핵무장국의 지위를 부정하며, 비핵화를 요구하고 있지만, 미국의 수뇌부 일부에서는 개인적인 의견이라면서, 북한 비핵화가 가능하기는 하겠느냐며, 핵동결 조차도 쉽지가 않다는 반응이 있다.
유럽연합의 일부국가는 미국 핵우산국, 영국, 프랑스는 독자 핵무장국이라서, 핵무장 여부가 낮은 연방제의 걸림돌이 반드시 된다고는 할 수 없지만, 현재 한국은 계속해서 북한의 완전한 비핵화를 주장하고 있어서, 양국이 핵동결에 합의하며 상호 양보하지 않는 이상, 낮은 연방제는 실현이 힘들 수 있다. 한국은 낮은 연방제를 해도 계속 미국 핵우산국으로 남을 것이다.

## 같이 보기
- 한국의 통일 방안
- 남북통일
- 남북연합안